# Syzygium parvicarpum
Syzygium parvicarpum är en myrtenväxtart som beskrevs av J.W.Dawson. Syzygium parvicarpum ingår i släktet Syzygium och familjen myrtenväxter. Inga underarter finns listade i Catalogue of Life.